# Mulciber undulatoides
Mulciber undulatoides är en skalbaggsart som beskrevs av Stefan von Breuning 1940. Mulciber undulatoides ingår i släktet Mulciber och familjen långhorningar. Inga underarter finns listade i Catalogue of Life.